# استفان کلر
استفان کلر (انگلیسی: Stephane Keller؛ زادهٔ ۲۰ اوت ۲۰۰۱) بازیکن فوتبال اهل کامرون است که در پست مدافع میانی برای باشگاه اسپانیایی دپورتیوو آلاوز ب بازی می‌کند.
وی همچنین در تیم ملی فوتبال زیر ۲۳ سال کامرون بازی کرده‌است.